# 铜普镇
铜普镇，是中华人民共和国青海省海西蒙古族藏族自治州乌兰县下辖的一个乡镇级行政单位。

## 行政区划
铜普镇下辖以下地区：
茶汉诺社区、上尕坝村、都兰河村、河北村、河南村、察汗诺牧委会和察汗河牧委会。

## 交通
青藏铁路、茶卡铁路：察汗诺站